# Appenzeller
«  Appenzell (fromage) » redirige ici. Pour les autres significations, voir Appenzell (homonymie).
L'appenzeller, parfois aussi appelé appenzell, est un fromage suisse, spécialité des cantons d'Appenzell Rhodes-Intérieures et d'Appenzell Rhodes-Extérieures. C'est un fromage à base de lait de vache au goût corsé, raffiné et caractéristique.

## Histoire
On trouve sa trace dans un document de 1282. Les moines du cloître de Saint-Gall appréciaient déjà à cette époque ce fromage qu'ils recevaient des Appenzellois en paiement de la dîme. 

## Fabrication
L'environnement préalpin intact et les herbages réputés de la région favorisent l'obtention de ce fromage corsé qui fait partie du patrimoine appenzellois. Il est produit par environ 80 fromageries de villages dans le canton d'Appenzell et en partie dans les cantons de Saint-Gall et Thurgovie. Le fromage est affiné pendant au moins trois mois. Il prend son goût à la suite de nombreux brossages, de deux à trois fois par semaine, avec une saumure à base de plantes, appelée sulz, et dont la recette est gardée secrète (sel, levure, vin blanc, poivre et un mélange d'une vingtaine à une quarantaine de plantes). Seules deux personnes par génération connaissent la recette et peuvent accéder au coffre de banque où elle est gardée. Les meules d'Appenzeller pèsent entre 6,2 et 8 kilogrammes et ont un diamètre de 30 à 33 cm pour environ 80 l de lait.
Les variétés produites sont :
- Classic : affiné au moins 3 mois. L'étiquette est bleu et rouge.
- Surchoix : affiné de 4 à 6 mois au goût plus corsé. L'étiquette est dorée.
- Extra : affiné 6 à 8 mois. L'étiquette est noire.

## Commercialisation
Environ 10 000 tonnes sont produites par an. La moitié est exportée, majoritairement vers l'Allemagne. Le fromage est commercialisé sous l'appellation Appenzeller Switzerland par Appenzeller Käse.
En France, il est commercialisé sous le nom « Appenzell ».